# Hyporhagus tibialis tibialis
Hyporhagus tibialis tibialis es una subespecie de coleóptero de la familia Monommatidae.

## Distribución geográfica
Habita en Panamá.